# N,N-Диэтил-п-фенилендиамин сульфат
N,N-диэти́л-п-фениле́ндиами́н сульфа́т (па́раами́нодиэти́ланили́нсульфа́т) — ароматическое органическое соединение, сернокислая соль N,N-диэтил-п-фенилендиамина с химической формулой (C2H5)2NC6H4NH2·H2SO4. Используется как цветное проявляющее вещество парафенилендиаминового ряда в фотографии.
Торговые названия: ЦПВ-1 (Цветное проявляющее вещество-1, СССР и Россия), CD-1 (солянокислая соль, Color Developing Agent 1, США, Eastman Kodak), T-22, TSS.

## История
О проявляющей способности N,N-диэтил-п-фенилендиамина было заявлено в 1891 году в серии патентов фирмы Гауфа.

## Физические и химические свойства
Белый порошок, на воздухе темнеющий до чёрного цвета. Вещество технической чистоты может выглядеть как мелкие кристаллы светло-жёлтого, розового или коричневого цвета. Имеет молярную массу 262,33 г/моль. Хорошо растворим в воде, плохо — в спирте, нерастворим в бензоле и эфире.
При добавлении порошка ЦПВ-1 в растворы с высокой щёлочностью может происходить выделение свободного основания в виде тёмно-красной маслянистой жидкости, плавающей на поверхности. Для избежания этой ситуации при приготовлении рабочих растворов из сухих порошков, ЦПВ-1 предварительно растворяют в отдельной порции воды, а затем в этот раствор ЦПВ-1 медленно и размешиванием вливают раствор, содержащий остальные компоненты проявителя.

## Получение
Получают нитрозированием N,N-диэтиланилина с последующим восстановлением и подкислением.

## Применение
- В биологии, аналогично N,N-диметил-п-фенилендиамину, может быть использован для обнаружения некоторых оксиредуктаз[7].
- В фотографии использовался в процессе цветного проявления для обработки фотографических материалов с недиффундирующими гидрофильными цветообразующими компонентами. Даёт хороший выход красителя, но из-за токсичности его стараются заменять другими цветными проявляющими веществами: ЦПВ-2, CD-2, CD-3, CD-4[5][8].

## Токсичность
Вещество токсично при приёме внутрь, вызывает сильное раздражение глаз, дыхательных путей. Проникает через кожу, вызывает дерматит. При работе использовать защитные перчатки и другие средства защиты. Вещество не обладает канцерогенным действием. LD50 составляет 497 мг/кг(крысы, перорально).